# Cabo Carvoeiro
O Cabo Carvoeiro é um cabo que se situa no extremo da Península de Peniche, sobre o Oceano Atlântico, no concelho de Peniche, região do Centro de Portugal.  É um local de grande valor patrimonial (geológico e paisagístico), com grande variedade de falésias calcárias fortemente erodidas e campos de lapiás.
É o cabo mais ocidental da costa continental portuguesa a norte do Cabo da Roca.  A oeste pode avistar-se o pequeno arquipélago das Berlengas, integrado numa reserva natural terrestre e marinha.
Neste local foi erguido o Farol do Cabo Carvoeiro, de 25 m de altura, devido aos inúmeros naufrágios ocorridos nesse trecho do litoral.
A pequena Capela de Nossa Senhora dos Remédios, cerca do cabo, é o destino de uma concorrida romaria. Tem o interior revestido por valiosos azulejos do século XVIII, da oficina do mestre António de Oliveira Bernardes.
Na vizinha Gruta da Furninha, foram encontrados vestígios de ocupação humana remontando à pré-história.